# Jennifer Gutiérrez Bermejo
Jennifer Maria Gutiérrez Bermejo (* 20. Februar 1995 in Horgen, Schweiz) ist eine spanische Handballspielerin, die auf der Spielposition Linksaußen eingesetzt wird.

## Vereinskarriere
Jennifer Gutiérrez Bermejo wurde in der Schweiz geboren, da ihre Eltern aus beruflichen Gründen dorthin ausgewandert waren. Schließlich kehrte die Familie sechs Jahre nach ihrer Geburt nach Spanien zurück, woraufhin sie das Handballspielen beim Club Balonmano Ciudad de Algeciras begann.
Nachdem die Außenspielerin mit 17 Jahren im Kader von Rincón Fertilidad Málaga gestanden hatte, wechselte sie ein Jahr später zum CB Elche. Im Jahr 2014 kehrte sie zu Rincón Fertilidad Málaga zurück. In der Saison 2014/2015 belegte sie den fünften Platz in der Torschützenliste der höchsten spanischen Spielklasse. Nachdem Jennifer Gutiérrez Bermejo in der Saison 2017/2018 für CB Atlético Guardés gespielt hatte, wechselte sie erneut zum CB Elche. In der Spielzeit 2019/20 wurde sie mit 131 Treffern Torschützenkönigin der spanischen Liga und wurde zusätzlich zum MVP gewählt.
Anschließend schloss sie sich in Deutschland dem Bundesligisten Borussia Dortmund an. Mit Dortmund gewann sie 2021 die deutsche Meisterschaft.
Im Sommer 2022 wechselte sie zum rumänischen Erstligisten Rapid Bukarest. Zur Saison 2023/2024 schloss sie sich dem Ligakonkurrenten CSM Bukarest an. Mit Bukarest gewann sie 2024 sowohl die rumänische Meisterschaft als auch den rumänischen Pokal.
Zur Spielzeit 2024/2025 wechselte Gutiérrez zum slowenischen Verein RK Krim. Mit Krim gewann sie 2025 sowohl die slowenische Meisterschaft als auch den slowenischen Pokal.
Seit dem Sommer 2025 läuft Gutiérrez wieder in Rumänien auf, sie wechselte zu CS Gloria 2018 Bistrița-Năsăud.

## Auswahlmannschaften
Hallenhandball
Von November 2010 bis Juli 2011 bestritt sie 23 Partien für die spanische Jugendauswahl und erzielte darin 19 Tore. Von Juli bis August 2013 stand sie in zehn Spielen für die Juniorinnennationalmannschaft auf dem Platz und warf dabei 16 Tore.
Jennifer Gutiérrez Bermejo debütierte am 9. Juni 2017 in der spanischen Nationalmannschaft. Im selben Jahr nahm sie an der Weltmeisterschaft in Deutschland teil. Im darauffolgenden Jahr gewann sie die Goldmedaille bei den Mittelmeerspielen in Spanien. Im Jahr 2019 folgte der Gewinn der Silbermedaille bei der Weltmeisterschaft in Japan. Mit der spanischen Auswahl nahm sie an den Olympischen Spielen in Tokio und an der Europameisterschaft 2022 teil. Sie stand auch für das olympische Handballturnier 2024 im spanischen Aufgebot und nahm an der Europameisterschaft 2024 teil.
Beachhandball
Jennifer Gutiérrez Bermejo nahm mit der spanischen Beachhandball-Nationalmannschaft an der Europameisterschaft 2013 in Randers teil, bei der sie den siebten Platz belegte. Zwei Jahre später belegte sie bei der Europameisterschaft in Lloret de Mar den vierten Rang. Mit 108 Punkten war sie gemeinsam mit der Ungarin Kitti Gróz und der Niederländerin Isabel Barnard die erfolgreichste Punktesammlerin des Turniers. Im darauffolgenden Jahr gewann sie bei der Beachhandball-Weltmeisterschaft in Budapest die Goldmedaille. Ein weiterer Medaillengewinn gelang ihr 2017, als sie bei der Europameisterschaft in Zagreb die Bronzemedaille gewann. Bislang erzielte sie 361 Punkte in 46 Partien für die spanische Beachauswahl.